# 陳秀雄 (帆船運動員)
陳秀雄（1935年11月17日—），福建福清人，日本華僑，前台灣帆船運動員。曾參加1968年墨西哥奧運、1972年慕尼黑奧運及1970年曼谷亞運。
1968年墨西哥奧運時，陳秀雄自資購買賽帆船，與陳治夫、張仁志組隊參加國際龍級帆船比賽，也是台灣奧運史上首次帆船賽。但在比賽途中因桅桿折斷，無法完成。
1970年曼谷亞運，陳秀雄參加OK級帆船賽。
1971年日本第五屆外洋帆船比賽，陳秀雄取得冠軍。
1972年，陳秀雄到荷蘭參賽，備戰奧運。慕尼黑奧運，陳秀雄參加男子國際芬蘭人級小艇。